# ピチ・アロンソ
アンヘル・"ピチ"・アロンソ・エレーラ（Àngel "Pichi" Alonso Herrera 、1954年12月17日 - ）は、スペイン・バレンシア州ベニカルロ出身の元サッカー選手、元サッカー指導者。現役時代のポジションはFW。元スペイン代表。

## 経歴
CDカステリョンでプローデビューを果たし、レアル・サラゴサやFCバルセロナ時代にプレーしたプリメーラ・ディビシオンでは通算11シーズンで261試合107得点を記録。バルセロナでは合計5つのメジャータイトルを獲得した
。
1978年12月21日、イタリア代表との親善試合にてスペイン代表初キャップを刻み、A代表には3試合に出場した。
現役引退後は指導者としてカタルーニャ代表を10年間指揮した。

## タイトル

### クラブ
レアル・サラゴサ
- セグンダ・ディビシオン : 1回 (1977-78)

FCバルセロナ
- プリメーラ・ディビシオン : 1回 (1984-85)
- コパ・デル・レイ : 1回 (1982-83)
- スーペルコパ・デ・エスパーニャ : 1回 (1983)
- コパ・デ・ラ・リーガ : 1回 (1983)